# Retournement temporel
Le retournement temporel est un procédé physique connu de longue date dans différents domaines du spectre électromagnétique (visible, micro-onde, etc.) (et appliqué aux ultrasons par Mathias Fink, à l'École supérieure de physique et de chimie industrielles de la ville de Paris) qui permet à une onde de retourner vers sa source dans le cas d'une propagation non dissipative.

## Description
Ce procédé permet de résoudre le problème inverse ou plus clairement le renversement du temps d'une action. Par exemple refaire parcourir à une boule de billard le chemin qu'elle a parcouru depuis le tir, reste inobservable du fait du chaos déterministe : une modification même mineure de la position ou de la vitesse initiale modifierait la position finale. Toutefois lorsqu'il s'agit d'ondes acoustiques ou électromagnétiques, ce problème peut avoir une solution grâce à ce procédé.
Le retournement temporel permet de focaliser spatialement et temporellement un signal électromagnétique dans un milieu de propagation dispersif (ou diffus). 
Le principe du retournement temporel des ondes repose sur l’invariance de l’équation de propagation d’ondes par renversement du temps : cette invariance autorise une onde à se rétropropager de telle sorte qu’elle peut rejouer la scène « aller » de sa propagation mais à rebours. Le Miroir à Retournement Temporel permet d’enregistrer un champ acoustique sur la surface qui entoure le milieu de propagation puis de réémettre la version retournée temporellement de ce champ et de refocaliser le signal sur le point de l'émission. 
Pour minimiser les pertes d’information, la scène ondulatoire doit avoir lieu au sein d’une cavité réverbérante dont la géométrie est ergodique. La propriété d’ergodicité de la cavité assure qu’un unique capteur, collectant ces échos, suffit à capter les informations nécessaires à une expérience de Retournement Temporel. 
Ce concept a permis la mise au point de nombreuses applications en contrôle non destructif, diagnostic médical, télécommunications et domotique.
Dans le domaine des télécommunications, le retournement temporel peut être assimilé à une technique de pré-filtrage adapté au canal. À l'opposé des techniques classiques utilisant un filtrage adapté au canal au niveau du récepteur, comme le récepteur Rake, la technique de retournement temporel (ou Time Reversal en anglais) est un filtre appliqué au niveau de l'émetteur.
Pour un canal de propagation donné, de réponse impulsionnelle h(t), le « pré-filtre » adapté au canal correspondra au conjugué de la réponse impulsionnelle du canal et inversée dans le temps (soit h*(-t)).  En appliquant le retournement temporel, le signal temporel à transmettre s(t) passe par le pré-filtre adapté (équivalent à une convolution entre s(t) et h*(-t)) et à la réception, le signal reçu r(t) est focalisé temporellement sur le récepteur-cible. 
Cette technique permet d'augmenter le débit de transmission d'un signal, en particulier dans les environnements diffus (cavités ou milieux confinés par exemple) où le débit est fortement limité à cause des interférences entre symboles dues à la richesse de l'environnement en trajets multiples (ensemble de répliques retardées d'une même impulsion transmise, induit par les réflexions et diffractions dans le canal de propagation). D'autre part, le retournement temporel améliore la qualité du signal reçu  et apporte un gain de focalisation qui sera d'autant plus élevé qu'on se situera dans un milieu diffus.   